# Carl Gustaf Schultz von Ascheraden
Carl Gustaf Schultz von Ascheraden, född den 29 juli 1743 i Pommern, död den 22 mars 1798 i Berlin, var en svensk friherre och diplomat. Han var sonson till Martin Schultz.
Schultz von Ascheraden var en tid officer och kammarherre hos drottning Lovisa Ulrika. Han var envoyé 1782–1787 i Haag, 1792–1796 vid tyska riksdagen i Regensburg och 1796–1798 vid preussiska hovet. Schultz von Ascheraden invaldes som ledamot av Vitterhetsakademien 1782 och blev hedersledamot 1786. Han blev riddare av Nordstjärneorden 1785.